# 饮用水
是具有一定品質控管，可供飲用或使用而不會造成立即或長期性危害的水。在多數已開發國家，即使只有極低比例的水實際使用於飲用或烹飪，常見用途包括洗滌和景觀灌溉等，但其家庭、商業和工業用水皆已達飲用水標準。

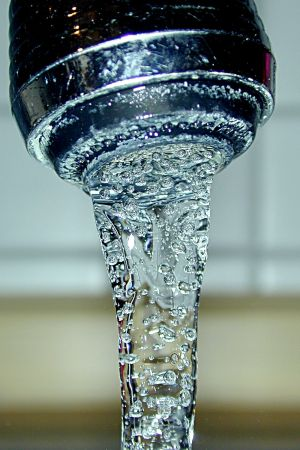
饮用水

在世界大部分地區，人類未獲得足夠的飲用水取水途徑，使用水來源亦多半受到病媒、病原或過量毒素或懸浮物的汙染，不利於人體健康。一旦人類飲用或食用這種受汙染的水體，將造成大規模的急性或慢性疾病，即許多國家的主要死因。降低水傳染病發生率是現今開發中國家的重要公共衛生目標。
水是人体的重要组成部分，也是新陈代谢的必要媒介。人体每天消耗的水分中，约有一半需要直接喝饮用水来补充，其他部分从饭食中直接获得，少部分由体内的碳水化合物分解而来。成人每天至少需要补充水分1200毫升左右。運動量大的人，則需要4000～5000毫升。

## 水源
古時人類主要從淡水河流和湖泊中直接取水，後來人們也會打井，從井中抽取地下水。其後人類懂得製造堤壩、或從地勢較高的河流上游蓄水。近年也會利用海水淡化技術，從海水提取水份作飲用水。
隨著人類工業化，不少水源被污染，因此提取水源後需要經過水廠處理，然後透過食水管分配到使用者，這些水會稱為自來水。

## 水中其他物質

### 微量矿物
有观点认为，饮用水中的微量矿物质对人体有重要作用，饮用纯净水会造成矿物元素代谢失衡。这在世界各地的大量统计数据中得到了一定支持。

### 亞硝酸鹽
開水中亞硝酸鹽致癌問題是長期以來的網路流言之一，理論是水中硝酸鹽要是煮沸後放置，會因細菌作用轉變成亞硝酸鹽致癌，而一些自動反覆煮滾水的熱壺設備會讓亞硝酸鹽更高。
首先這流言包含兩部分，一是水中硝酸鹽，合格的自來飲用水中，硝酸鹽含量微乎其微，能轉變成的亞硝酸鹽更低，人體中還有維生素C可以抵擋亞硝酸鹽反應，所以致癌性幾乎不存在，然而開水在壺中長期保存放置5天～6天后的極端情境，由於細菌作用亞硝酸鹽含量的確有升高，所以一些市售的包裝水可能運送過程較長，反而花錢買水會喝進更多亞硝酸鹽，但不管如何增加總量都極少。第二部分流言是自動反覆煮滾水導致升高，上海市疾病預防控制中心反復加熱52次之後，水中的亞硝酸鹽含量才為2.3微克/升，其實飲水反復加熱導致亞硝酸鹽含量增加的原因，主要是水蒸發濃縮、亞硝酸鹽濃度增加但總量並不增加，但不管如何增加總量都極少。